# Pagae
 (septembre 2021).
Pagae ou Pagai ou Pegae ou Pegai (grec ancien : Πηγαί) était une ville de Mégaride, sur le golfe de Corinthe. Selon la mythologie grecque, Pagae était la ville natale de Térée. C'était le port de Mégare sur la côte ouest. Selon Strabon, il était situé sur la partie la plus étroite de l'isthme de Mégare, la distance de Pagae à Nisaea était de 120 stades. Quand les Mégariens rejoignirent Athènes en 455 avant notre ère, les Athéniens envoyèrent une garnison à Pagae, et ce port leur a été utile pour envoyer une expédition contre la côte nord du Péloponnèse. Les Athéniens ont conservé la possession de Pagae quelque temps après que Mégare se soit révoltée contre eux en 454 ; mais, par la trêve de trente ans faite la même année, ils la rétrocédèrent aux Mégariens. A une époque de la guerre du Péloponnèse (en 424) Pagae est détenu par des exilés aristocratiques de Mégare. Pagae a continué à exister jusqu'à une période tardive, et sous les empereurs romains elle pour frappait sa propre monnaie. Strabon l'appelle τὸ τῶν Μεγαρέων φρούριον. Pausanias la visita au IIe siècle et y vit une chapelle du héros Aegialeus, qui tomba à Glisas lors de la deuxième expédition des Argiens contre Thèbes, mais qui fut enterré à cet endroit. Il aperçut aussi près de la route de Pagae, un rocher couvert de marques de flèches, qui auraient été faites par un corps de la cavalerie persane de Mardonius, qui dans la nuit avait tiré leurs flèches sur le rocher sous l'impulsion d'Artémis, le prenant pour l'ennemi. En commémoration de cet événement, il y avait une statue d'airain d'Artémis Soteira à Pagae. À partir de 193, Pagae devint membre de la Ligue achéenne. Pagae est également mentionné dans d'autres sources anciennes, dont Ptolémée, Stephanus de Byzance, Pomponius Mela, Pline l'Ancien, Hierocles, et la Tabula Peutingeriana, où il est appelé Pache.
Son site est situé près de l'Alepochori moderne. On peut voir aujourd'hui des vestiges des remparts de la ville.